# Sabunçu

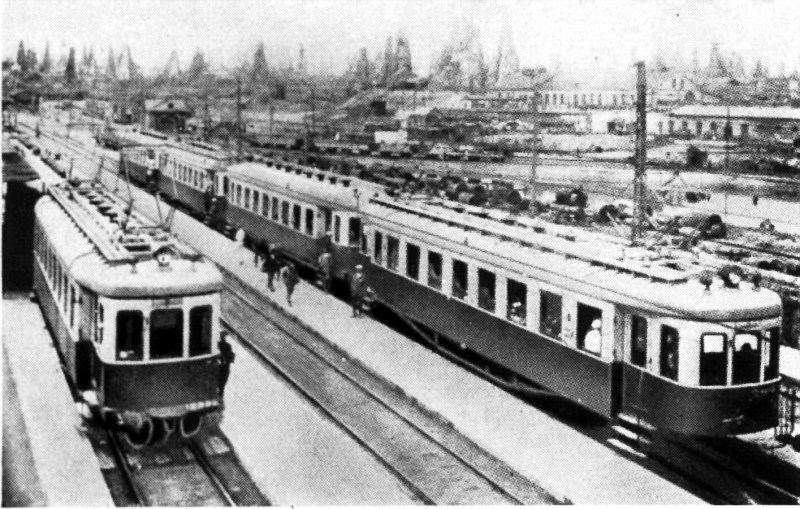
Sabunçu vasútállomása 1926-ban

Sabunçu (más írásmóddal Sabunchi és Sabunchy is, oroszul Сабунчи́) városi típusú település és közigazgatási központ a bakui agglomerációban, Azerbajdzsánban.
A 20. század elejéig ez a körzet termelte a bakui kőolaj 35%-át. Baku és Sabunçu között épült az első villamosított vasútvonal a Szovjetunióban Chingiz Ildyrym irányítása alatt 1926-ban.

## Története
A 18. században a falut az Asur-bek nemesi család szerezte meg. Már 1825-ben a körzet egyik legjelentősebb kőolajlelőhelye volt itt. 1880-ban 26 kilométeres keskenyvágányú vasutat építettek Baku és Sabunçu között, főleg kőolaj szállítására. 1900-ban a településen létrejött a Benkendorf gépgyár, ami aztán a szovjet időkben a Bakui munkás nevet kapta. 1926-ban itt indult meg a közlekedés a Szovjetunió első villamosított vasútvonalán.
A gyors gazdasági fejlődés, a külföldi beruházások számos nem-azerit vonzottak a településre már a 19. század végén. 1892-ben pravoszláv templomot, később zsinagógát is építettek. 1900 és 1931 között perzsa nyelvű iskola és iráni konzulátus is működött a településen.
Lakossága 1975-ben 25 700 fő volt, innen esett vissza a Szovjetunió felbomlása után a 2008-as 22 100 fős szintre.

## Híres emberek
- Richard Sorge szovjet hírszerző.[10] Itt született 1895-ben.
- Nyikolaj Bajbakov — A Szovjetunió kőolajiparának népbiztosa (miniszter) (1944-1946), kőolajipari miniszter (1948-1955), a Szocialista Munka Hőse[11] Itt született 1911-ben.